# Saccharine
Pour l’article ayant un titre homophone, voir Sakharine.

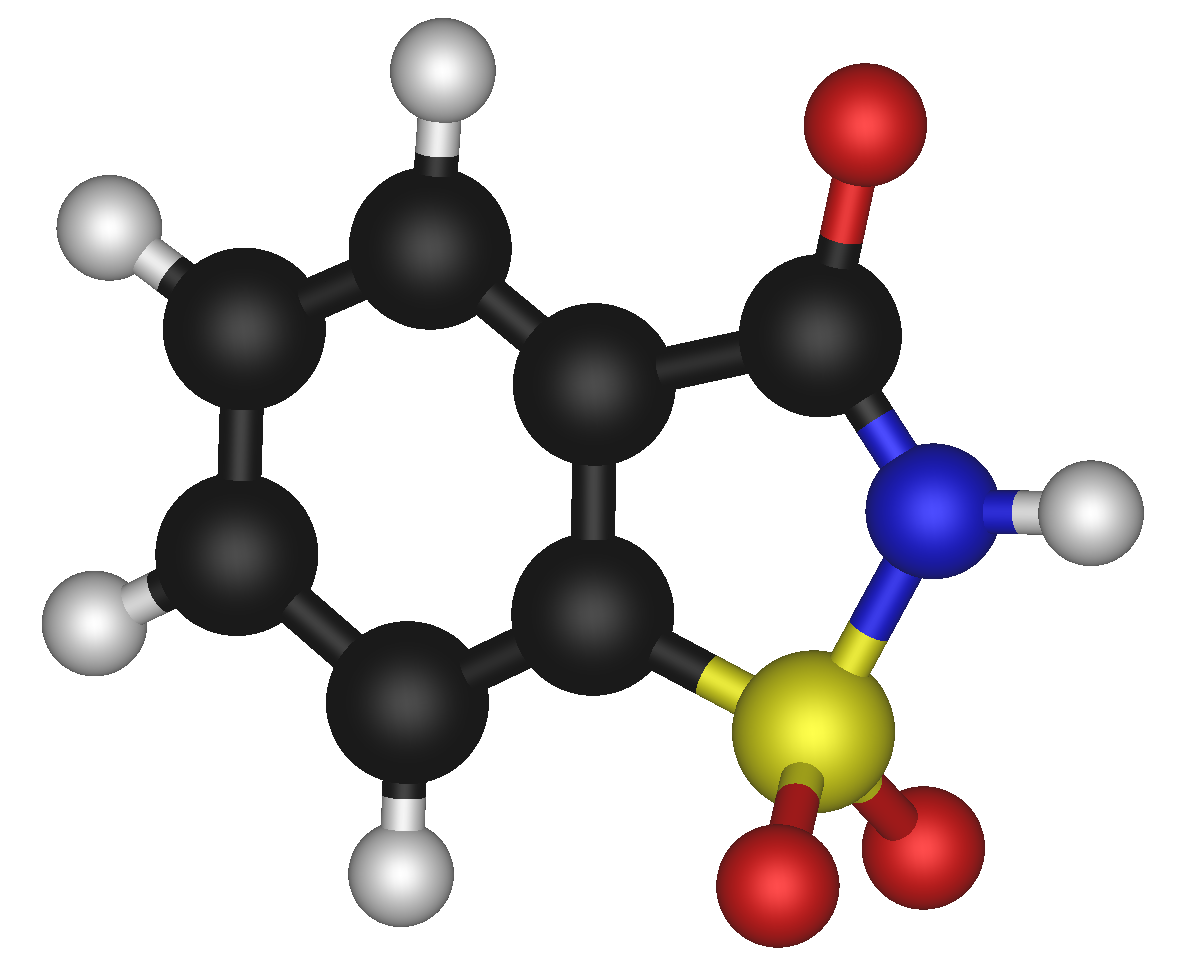
Modèle moléculaire de la saccharine.

La saccharine (ou saccarine selon la réforme orthographique de 1990) est le plus ancien des édulcorants artificiels ; elle est référencée sous le numéro E954.
La saccharine a un pouvoir sucrant 300 à 400 fois plus élevé que le sucre, mais a un arrière goût métallique ou amer déplaisant, particulièrement à hautes concentrations. Elle est ainsi souvent mélangée avec d'autres édulcorants pour compenser cette faiblesse : une proportion de 10 pour 1 entre le cyclamate et la saccharine est utilisée dans les pays où ces deux substances sont autorisées.
La saccharine n'apporte aucune calorie et est éliminée du corps par le système digestif sans passer dans le sang.
Elle est stable face à la chaleur (contrairement à l'aspartame), même en milieu acide, ne réagit pas chimiquement avec les aliments et se conserve bien.
La saccharine est souvent mélangée avec l'aspartame pour sucrer les boissons pour régimes, de sorte que le sirop de base reste sucré au-delà de la durée de vie relativement courte de l'aspartame.

## Synthèse

Sel de sodium de la saccharine.

La saccharine peut être produite de plusieurs manières. La voie de synthèse originale de Remsen et Fahlberg débute par du toluène, mais le rendement par cette voie est faible. En 1950, une synthèse améliorée a été développée par Maumee Chemical Company à Toledo (Ohio). Dans cette voie, l’acide anthranilique réagit successivement avec de l’acide nitreux, du dioxyde de soufre, du chlore et ensuite de l’ammoniaque pour obtenir de la saccharine. Une autre voie commence avec l’o-chlorotoluène (Bungard, 1967).
Sous sa forme acide (E954(i)), la saccharine n'est pas particulièrement hydrosoluble. La forme utilisée comme édulcorant est habituellement le sel de sodium (E954(iv)). Le sel de calcium est également utilisé (E954(ii)) par les personnes limitant leur consommation de sodium. Les deux sels sont très hydrosolubles : 670 g par litre d'eau à température ambiante. Elle existe aussi sous forme de sel de potassium (E954(iii)).

## Histoire
La saccharine est découverte en 1879 par Ira Remsen et Constantin Fahlberg de l'université Johns-Hopkins.
La saveur sucrée de la saccharine est découverte accidentellement par Fahlberg en allant dîner sans s'être correctement lavé les mains après avoir travaillé sur des dérivés de la houille avec Remsen.
Remsen et Fahlberg publient conjointement leur découverte en 1880. Cependant, en 1884, Constantin Fahlberg brevète et produit en masse la saccharine sans jamais mentionner Remsen. L'enrichissement de Fahlberg fait enrager Remsen. Interrogé sur cette affaire, Remsen répond : « Fahlberg est une canaille. Cela me fait vomir d'entendre prononcer mon nom dans la même phrase que le sien. »
La saccharine est commercialisée peu de temps après sa découverte, mais c’est seulement pendant la Seconde Guerre mondiale, lorsque le sucre est rationné, que son usage se répand. Sa popularité ne cesse de croître pendant les années 1960 et 1970 parmi les personnes au régime.

## Controverse
Depuis son introduction, beaucoup d’inquiétudes circulent quant à l’innocuité de la saccharine.

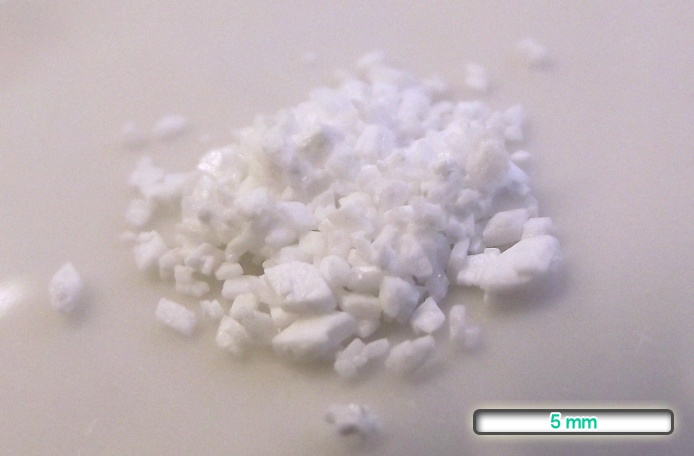
Le sel sodique de saccharine.

Lorsque certains interrogèrent Theodore Roosevelt, alors président des États-Unis, sur les problèmes de santé liés à la saccharine, il aurait répondu : « Celui qui pense que la saccharine est dangereuse est un idiot. »
Néanmoins, les premières études poussent le Japon à interdire la saccharine et le cyclamate et à se lancer dans la culture massive dès le début des années 1970 de Stevia rebaudiana, une plante originaire d'Amérique du Sud, au fort pouvoir édulcorant naturel. Cette plante était déjà utilisée traditionnellement par les amérindiens Guaraní.
Depuis les années 1960, plusieurs études suggèrent que la saccharine pourrait être cancérigène chez l’animal. Les craintes culminèrent en 1977, après la publication d’une étude indiquant une augmentation des cancers de la vessie chez les rats soumis à de fortes doses de saccharine.
Cette année-là, le Canada interdit la saccharine. La FDA (Food and Drug Administration, l'office américain chargé des aliments et médicaments) proposa également de l’interdire, mais comme c’était, à l’époque, le seul édulcorant artificiel disponible aux États-Unis, l’interdiction rencontra une forte opposition de la part du public, notamment chez les diabétiques.
Par la suite, le congrès américain plaça un moratoire sur l’interdiction, proposant, à la place, l’obligation de faire figurer sur les denrées contenant de la saccharine, une mention indiquant qu'elle pourrait être cancérigène.
Depuis beaucoup d’études ont été réalisées sur la saccharine, certaines montrant une corrélation entre la consommation de saccharine et l’augmentation de certains cancers, en particulier celui de la vessie, et d’autres ne démontrant pas cette corrélation.
Le sérieux des études publiées en 1977 a été critiqué à cause des doses ridiculement élevées qui ont été administrées aux rats sujets du test. Ces doses étaient plusieurs centaines de fois supérieures à celles ingérées normalement par un consommateur. De plus, il a été montré[réf. nécessaire] que c'était le métabolisme hépatique spécifique du rat qui rendait la saccharine cancérigène et les études[Lesquelles ?] réalisées chez le chien n'ont montré aucune apparition de cancer.[réf. nécessaire]
En 1991, après 14 ans, la FDA a formellement retiré la proposition d’interdiction de la saccharine, et en 2000, le Congrès américain a abrogé la loi obligeant les produits contenant de la saccharine à porter une mise en garde pour la santé.
En 2013, Françoise Clavel-Chapelon, Directrice de recherche Inserm-Université Paris-Sud 11, à l’Institut Gustave Roussy, et Guy Fagherazzi ont comparé la consommation de boissons sucrées et boissons sucrées avec des édulcorants, aspartame et saccharine par des patients atteints de diabète de type 2 :
 L’analyse, menée auprès de 66 188 femmes de la cohorte E3N, confirme une relation entre boissons sucrées et diabète de type 2 et révèle pour la première fois en France, que contrairement aux idées reçues, le risque de diabète est plus élevé lorsqu’il s’agit de boissons "light" que de boissons sucrées "normales".
La revue Nature a publié en un article d'octobre 2014 un article affirmant que les édulcorants induisent une altération de micro-organismes de l'intestin qui génère une intolérance au glucose, avec des effets dangereux pour la santé de l’être humain.